# Кузнецов, Василий Александрович (востоковед)
Васи́лий Алекса́ндрович Кузнецо́в (род. 26 ноября 1983, Москва) — российский востоковед-арабист, историк и политолог. Доктор политических наук (2024), кандидат исторических наук (2010), заместитель директора по научной работе Института востоковедения РАН, заведующий Центром арабских и исламских исследований Института востоковедения РАН.

## Биография
В 2006 году окончил Институт стран Азии и Африки Московского государственного университета. В 2005 году стажировался в Карфагенском университете в Тунисе. В 2006—2009 годах учился в аспирантуре ИСАА МГУ. В 2010 году в Институте востоковедения РАН защитил кандидатскую диссертацию «Структура и развитие арабо-мусульманского исторического знания в VIII—XV вв.» по специальности 07.00.09 — Историография, источниковедение и методы исторического исследования. Научный руководитель — д.и.н., проф. И. М. Фильштинский.
В 2024 году защитил докторскую диссертацию «Проблемы политического развития Арабского мира в 2010—2020-е годы» по специальности 5.5.2. — Политические институты, процессы, технологии. Научный консультант — академик РАН, д.и.н., проф. В. В. Наумкин.
С 2006 по 2023 год работал на факультете мировой политики МГУ, где занимал должность доцента (с 2010 года) и являлся заместителем заведующего кафедрой региональных проблем мировой политики. Читал курсы: «Мировые религии», «Ислам и политика», «Культура насилия как фактор трансформации политических систем», «Новейшая история арабских стран» и другие. В 2013—2017 гг. являлся директором Центра политических систем и культур (ЦПСК), действовавшего на базе факультета мировой политики МГУ.
С 2011 года по настоящее время — научный сотрудник Института востоковедения РАН, с 2014 г. — заведующий Центром арабских и исламских исследований ИВ РАН, с 2023 г. — заместитель директора ИВ РАН по научной работе.
С 2018 года — ведущий научный сотрудник ИМЭМО имени Е. М. Примакова РАН.
С 2018 года является заведующим базовой кафедрой ИВ РАН на Восточном факультете Государственного академического университета гуманитарных наук (ГАУГН). Преподает дисциплины: «Арабский мир: теория и методология политического анализа»,"Политический процесс в арабских странах: прикладной анализ". Автор и руководитель магистерской программы «Экспертно-аналитическое востоковедение. Арабский мир в мировой политике», реализуемой Восточным факультетом ГАУГН на базе Центра арабских и исламских исследований Института востоковедения РАН и в сотрудничестве с Российским советом по международным делам.
Кузнецов В. А. является членом ряда международных рабочих групп по международным отношениям на Ближнем Востоке и в Северной Африке. Регулярно выступает с докладами на международных конференциях. Среди них:
- Empowering Sustainability on Earth — II Annual Conference, University of California (Irvine), США, 2012[14].
- Annual Arab Peace Initiative Conference, Amman, Иордания, 2013[15].
- IXème conférence de l’ATEP: «Transitions arabes : lectures géopolitiques», Факультет юридических, политических и социальных наук, Тунис, 2014[16].
- For Supporting Democratic Transition and Hiuman Rights in Bahrain, Швейцария, 2015[17].
- US & Russian Perspectives on Transition in the Middle East, Стэнфорд, США, 2016[18].
- The Second Strategic Gulf Conference: Geopolitical Transformation in the Global Sphere, Манама, Бахрейн, 2016[19].
- Франко-американо-российский семинар «Improving Understanding of the Roots and Trajectories of Violent Extremism», Париж, Франция, 2017[20].
- Colloque international «Habib Bourguiba le fondateur», Тунис, 2023[21].
- Panel Discussion: Discussing the Political and Geostrategic Situation in West Africa (онлайн), Саудовская Аравия, 2023[22].

Является организатором многих международных и всероссийских конференций. Среди них: Ближневосточный диалог Международного дискуссионного клуба «Валдай» (член оргкомитета, спикер, соавтор аналитических докладов), Конгресс двухсотлетия Института востоковедения РАН, Ежегодная Международная Конференция арабистов «Чтения И. М. Смилянской», Международный экспертный форум «Россия — Ближний Восток», регулярные конференции арабистов Института востоковедения РАН и другие.
Автор многочисленных публикаций на русском и иностранных языках о политических процессах в странах Ближнего Востока и Северной Африки.
Среди научных интересов Кузнецова В. А. — средневековое арабо-мусульманское историописание и историческая мысль, проблема политической власти в классической арабо-мусульманской общественной мысли и историописании, история стран Магриба в средние века, проблема традиционной арабо-мусульманской государственности.
В последние годы занимается в основном исследованием современных политических процессов в Арабском мире, политической трансформацией арабских государств в ходе Арабского пробуждения, политическим развитием Туниса, Алжира, Ливии, проблемами регионального развития Магриба и международными отношениями на Ближнем Востоке.
Особенное внимание уделяет проблеме эстетического измерения политических процессов в арабских странах и теоретическим аспектам анализа политических трансформаций.
Развивает концепцию неомодерна как теоретической рамки для исследования современных политических процессов на Ближнем Востоке. Этот подход был заявлен в монографии «Потаенные тропы Туниса: жить и рассказывать революцию». Эта книга, посвященная исследованию социально-политической трансформации Туниса после 2008 года, стала результатом многолетних полевых исследований. Она отличается своеобразной методологией дискурсивного анализа политических процессов, которые описываются автором как совокупность конкурирующих нарративов. Заявленный подход получил развитие в докторской диссертации «Проблемы политического развития Арабского мира в 2010—2020-е годы».

## Основные работы
Статьи
- Алжир: политическое участие в условиях трансформации режима после 2019 года // Новая и новейшая история. 2023. № 1. — С. 209—219.[31]
- Глобальные и региональные тренды «столетия+» на Ближнем Востоке: новое прочтение (в соавторстве с Наумкиным В. В.) // Вестник Московского Университета. Серия XXV. Международные отношения и мировая политика. 2023. № 15 (1). — С. 70—92[32].
- The Jasmine Revolution in Tunisia and the Birth of the Arab Spring Uprisings // Societies and Political Orders in Transition. Netherlands: Springer Science and Business Media B.V. 2022. — P. 625—649[33].
- Племенной нарратив в политическом пространстве Сирии // Россия и мир: научный диалог. 2022. № 1. — С. 110—123[34].
- Государство и мусульманская умма: институты управления и взаимодействия в России и арабском мире. Историческая ретроспектива (в соавторстве с Наумкиным В. В., Зариповым И. А., Орловым В. В.) // Восток (Oriens). 2021. № 1. — С. 54—69[35].
- Магриб — 2021: тупики внутриполитического развития и угрозы региональной подсистеме отношений (в соавторстве с Василенко А. И.) // Вестник Российского университета дружбы народов. Серия: Международные отношения. 2021. Т. 21. № 4. — С. 642—654[36].
- Концепция неомодерна: новые рамки политического бытия (Ближневосточный кейс) // Восточный курьер. 2020. № 3-4. — С. 27—43[37].
- Арабский мир в 2010-е: игры метанарративов // Международная аналитика. 2020. № 11 (3). —С. 95—112[38].
- Western Asia and North Africa in the Neo-Modernity Context // Russia in Global Affairs. JANUARY- MARCH 2019. Vol.17. No. 1. — P. 124—146[39].
- Дежавю: средневековые мотивы в современной арабской политической жизни (в соавторстве с Наумкиным В. В.) // Вестник МГИМО-Университета. 2019. № 12 (4). — С. 38—53[40].
- La politique étrangère russe au Maghreb: entre commerce et sécurité // Confluences Méditerranée. 2018. № 1. — С. 85—95[41].
- Парадоксы развития арабских политических систем // Вестник МГИМО-Университета. 2018. № 5. — С. 23—28[42].
- Дилеммы демократизации: политика Евросоюза в Тунисе и Египте после Арабского пробуждения (в соавторстве с Оганисян Л. Д.) // Современная Европа. 2018, № 5. — С. 25—36[43].
- Проблема укрепления государственности на Ближнем Востоке в свете теории социальных порядков // Восток. Афро-азиатские общества: история и современность. 2018. № 3. — С. 6—23[44].
- Истоки и движущие силы вооруженного экстремизма и радикализации на Ближнем Востоке (на региональном уровне и на примере Туниса) // Пути к миру и безопасности. 2017. № 1 (52). — С. 138—154[45].
- Постсекулярный век неомодернизма. Ближневосточный извод // Государство, религия, церковь в России и за рубежом. 2017. Т. 35. № 3. — С. 85—111[46].
- Проблемы государственности на Ближнем Востоке (в соавторстве с Звягельской И. Д.) // Свободная мысль. 2015. № 4. — С. 18—31.
- Тунис: прохладное лето 2014 г. // Ученые записки ЦАИИ. — М.: ИВ РАН, 2014.
- Жизнь до рождения: история в средневековой арабо-мусульманской системе знаний // Одиссей: Человек в истории, 2012. — С. 184—211.
- Проблема светскости в странах «Арабского пробуждения»: тунисская версия // Вестник московского университета. Серия 25. Международные отношения и мировая политика.2013. № 4. — С. 39—74[47].
- Исламский мир и исламские организации в современной мирополитической системе (в соавторстве с Наумкиным В. В.) // Вестник Московского университета. Серия 12. Политические науки. 2013. № 4. — С. 30—56[48].
- Немного крови в мутной воде: О национальном кризисе в Тунисе и о том, как страх останавливает насилие, которого могло и не быть // Россия в глобальной политике. 2013, май[49].
- Написать мир: структуризация прошлого в ранней арабо-мусульманской историографии // Диалог со временем. Вып. 21. 2007. — С. 52—85.

Монографии и главы в монографиях
- Проблемы формирования и развития национальной идентичности в арабском мире // Ближний Восток: политика и идентичность / Под ред. И. Д. Звягельской. — М.: Издательство «Аспект Пресс», 2020. — С. 41—55[50].
- Вооруженные силы Туниса: к новой политической роли? // Армии и безопасность на Ближнем Востоке и в Северной Африке: хрестоматия / Сост. Т. А. Махмутов; Р. Ш. Мамедов; О. А. Пылова. — М.: НП РСМД, 2019. — С. 225—232[51].
- Потаенные тропы Туниса: жить и рассказывать революцию. — М.: Институт Востоковедения РАН; ГАУГН-Пресс, 2018. — 432 с.[52]
- Насилие в политической жизни региона // Ближний Восток в меняющемся глобальном контексте. — М.: ИВ РАН, 2018. — С. 230—299[53].
- Ближневосточная государственность: от постколониализма к неизвестности (в соавторстве с Звягельской И. Д., Морозовым В. М.) // Внешняя политика России: глобальное и региональное измерения. Т. 1. ― М.: МГИМО-Университет, 2017. — С. 177—191.
- Пессимизм разума — оптимизм воли: арабский мир послезавтра // Мир через 100 лет / Отв. ред. И. С. Иванов, А. В. Кортунов. — М.: Издательство «Весь мир», 2016. — С. 138—143[54].
- Ранняя арабо-мусульманская историческая мысль и иудео-христианская традиция // «Рассыпанное» и «собранное»: стратегии организации смыслового пространства в арабо-мусульманской культуре / Отв. ред. А. В. Смирнов. — М.: «Садра», 2015. — С. 264—291.
- Поэтика политики : тунисский вариант. — М.: Институт востоковедения РАН, 2013. — 56 с.[55]
- Единство и множественность мира в арабо-мусульманских историко-политических дискурсах X—XV веков // Образы времени и исторические представления: Россия-Восток-Запад / Под ред. Л. П. Репиной. — М.: Кругъ, 2010. — С. 502—537[56].